# A mindenség elmélete
A mindenség elmélete a világegyetem fizikai aspektusainak koherens összekapcsolására és megmagyarázására kidolgozott fizikai elmélet. A kifejezés elsősorban arra utal, hogy egyetlen modellben összefoglaljuk a fizika két legnagyobb alkotását, az általános relativitáselméletet, amely a hatalmas dolgokat, például a világűrt írja le, illetve a kvantumtérelméletet, különösen a Standard modellben leírtakat, amelyek az anyag nagyon kis szerkezeteire vonatkoznak, illetve ezek mellé még társítjuk a nem-gravitációs erőket, a gyenge kölcsönhatást, az erős kölcsönhatást és az elektromágneses kölcsönhatásokat.
Az elméleti fizikusok a 20. század alatt nagyon sok elmélettel álltak elő a mindenség elméletére, de egyet se bizonyítottak kísérletileg.
Kezdetben a „mindenség elmélete” kifejezést ironikus konnotációként használták.

## Történelmi előzmények

### Az ókori görögöktől Einsteinig
Arkhimédész volt az első ismert tudós, aki a természetben látottakat axiómákkal (törvényekkel) írta le, majd ezekből új következtetéseket vont le. Ő így "mindent" megpróbált leírni, nagyon kevés axiómából kiindulva. Minden "mindenség elmélete" hasonló lehet ehhez, axiómákra épül és ezeket felhasználva megpróbálja levezetni az összes megfigyelhető jelenséget.
Az "atom" koncepciója, amelyet Démokritosz vezetett be, úgy egységesítette a természetben megfigyelt jelenségeket mint az atomok mozgása. Az ókori görög filozófusok úgy gondolták, hogy a megfigyelt jelenségek látszólagos sokfélesége egyetlen kölcsönhatásnak volt tulajdonítható, éspedig az atomok ütközéseinek. A következő atom-izmus, a 17. században megjelent mechanikus filozófia volt, amikor azt gondolták, hogy minden erő visszavezethető az atomok közötti kölcsönhatásokra, az atomokat kicsi szilárd részecskéknek tekintették.
A késői 17. században, Isaac Newton leírása a nagy távolságú gravitációs erő hatásáról azt sugallta, hogy nem minden a természetben megfigyelt erő, tulajdonítható az érintkezési jelenségeknek. Newton műve a Principia ezzel foglalkozott. Ez is egy példa az egyesítésre, ebben az esetben Galileo Galilei munkáját a földi gravitációról, a bolygók mozgását leíró Kepler-törvényeket, illetve az árapály jelenségeket egyesítette egyetlen törvényben, az egyetemes tömegvonzás törvényében.
1814-ben ezen eredményekre építve, Laplace kijelentette, hogy egy megfelelően okos lény, ha tudná a helyzetét és a sebességét minden részecskének egy adott időben illetve a természet törvényeit, akkor az meg tudná határozni bármely részecske helyét akármikor. Laplace így gondolta az egyesítését a gravitációnak és a mechanikának a mindenség elméletévé. A modern fizikában a mindenség elmélete magába kell foglalja a gravitációt és a kvantummechanikát is; ám a kvantummechanika szerint a határozatlanság elkerülhetetlen, így Laplace vízióján módosítani kell.
1820-ban Hans Christian Ørsted felfedezte a kapcsolatot az elektromosság és a mágnesesség közt, ezzel beindítva évtizedek munkáját, melynek gyümölcse 1865-re lett meg, James Clerk Maxwell elektromágnesesség elméletében. A 19. század alatt illetve a 20. század elejére, fokozatosan nyilvánvalóvá vált, hogy az erők számos gyakori példája - érintkezési erők, rugalmasság, viszkozitás, súrlódás, és a nyomás - az anyag legapróbb részecskéi közötti elektromos kölcsönhatásokból adódnak.
1849-50-ben végzett kísérleteiben, Michael Faraday volt az első, aki kapcsolatot keresett a gravitáció az elektromosság és a mágnesesség közt, de nem talált.
1900-ban David Hilbert publikált néhány nagyon híres matematikai problémát. A hatodik problémában kihívta a kutatókat, hogy találjanak egy axiomatikus jelleget mindenhez, ami fizika. Ebben a feladatban kért elméletet ma mindenség elméletének neveznénk.
A késői 1920-as évek végére, az új kvantummechanika azt mutatta, hogy az atomok közötti kémiai kötések, az (kvantum)elektromos kötéseknek köszönhető, ez indokolttá tette Paul Dirac kérkedését, miszerint: "Az alapul szolgáló fizikai törvények, melyek szükségesek a matematikai elméletekhez, a fizika nagy részére és a teljes kémiára ismertek"
1915 után, amikor Albert Einstein publikálta a gravitáció elméletét (Általános relativitáselmélet), a kutatás egy egyesített térelmélethez egyesítve a gravitációt az elektromágnesességgel megújult érdeklődéssel újrakezdődött. Abban az időben, valószínűnek tűnt, hogy nem létezik más alapvető erő. Prominens közreműködők voltak Gunnar Nordström, Hermann Weyl, Arthur Eddington, Theodor Kaluza, Oskar Klein, és leginkább, Albert Einstein és munkatársai. Einstein intenzíven kutatott egy egyesítő elmélet után élete utolsó évtizedeiben. Mindamellett ezek sikertelenek voltak.

### A huszadik század, és a nukleáris kölcsönhatások
A huszadik században, a kutatás egy egyesített elmélet után félbeszakította az erős és a gyenge nukleáris erő (kölcsönhatás) felfedezése, melyek mind a gravitációtól mind az elektromágnesességtől különböznek. További akadályt jelentett az elfogadás, hogy a mindenség elméletében, a kvantummechanika az elejétől bele kellett legyen építve, nem úgy mint azt Einstein remélte, hogy a determinisztikus egységes elmélet következménye lett volna.
A gravitáció és az elektromágnesesség mindig is békésen megvoltak mint bejegyzések a klasszikus erők listáján, de nagyon sok évig úgy tűnt, hogy a gravitációt nem lehet belefoglalni a kvantum rendszerbe, nem beszélve a többi alapvető erővel való egyesítéséről. Éppen ezért, az egységesítésért végzett munka, a huszadik század nagy részében, a három "kvantum" erő megértésére összpontosított: elektromágnesesség. gyenge és erős kölcsönhatás. Az elektrogyenge egyesítése egy megtört szimmetriát mutat: az elektromágneses és gyenge kölcsönhatások különböző energiaszinteken jelennek meg, mert a részecskék amelyek a gyenge kölcsönhatást hordozzák, a W- és Z-bozonok, nem zérus tömeggel rendelkeznek, rendre 80,4 GeV/c² és 91,2 GeV/c², míg a foton ami az elektromágneses kölcsönhatást hordozza, nem rendelkezik tömeggel. Nagyobb energiatartományokban, a W-k és Z-k könnyen létrehozhatóak és az egyesített erők jellege nyilvánvalóvá válnak.
Míg az erős és elektrogyenge erők békésen megvannak a részecske fizika Standard Modelljében, ők eltérőek. Eddig, a küldetés egy mindenség elméletére sikertelen volt, és az erős és elektrogyenge kölcsönhatások - melyeket Laplace úgy hívott volna, hogy "érintkezési erők" - egyesítése se, se ezen három erőnek a gravitációval való egyesítése se sikerült.

## Modern fizika

### Az elméletek hagyományos sorrendje
A Mindenség Elmélete egyesítené az összes alapvető kölcsönhatást, a gravitációt, az erős kölcsönhatást, a gyenge kölcsönhatást és az elektromágnesességet. Abból adódóan, hogy a gyenge kölcsönhatás át tud változtatni bármely elemi részecskét egyik a fajtából a másikba, a Mindenség Elmélete magával hozná, a sok különböző részecske mély megértését.
Számos Nagy Egyesített Elméletet (Grand Unified Theory (GUT)) javasoltak, hogy egyesítsék az elektromágnesességet az erős és a gyenge kölcsönhatásokkal. A nagy egyesítés azzal járna, hogy létezik egy elektronukleáris erő, ami várhatóan egy a 1016 GeV nagyságrenden lehet, sokkal nagyobb energiaszinten, mint amit el lehetne érni földi részecskegyorsítóval. Holott a legegyszerűbb GUT-ot kísérletileg kizárták, az általános gondolat, különösen akkor, amikor a szuperszimmetriával társítjuk, továbbra is az elméleti fizika közösség nagy kedvence maradt. A szuperszimmetrikus GUT-ok nem csak az elméleti "szépségükért" tűnnek valószínűsíthetőnek, hanem mert nagy mennyiségű sötét anyagot hoznak létre, és mert az inflációs erő kapcsolatban lehet a GUT fizikájához (bár úgy tűnik nem képzik elengedhetetlen részét az elméletnek). Mégis a GUT egyértelműen nem a végső válasz; mind a jelenlegi Standard Modell mind a javasolt GUT-ok kvantum tér elméletek, amelyekhez szükséges a problémás renormalizációk technikája ahhoz, hogy így értelmes válaszokat kapjunk. Ez általában annak a jelének tekinthető, hogy ezek csak effektív térelméletek, fontos jelenségeknek az elhagyásával járnak, melyek csak nagy energiaszinteken relevánsak.
A Mindenség Elméletéhez, utolsó lépésként a gravitáció, amit gyakran emlegetnek az általános relativitáselmélettel együtt, és a kvantummechanika közti elkülönülést kell megoldani. Számos kutató koncentrál erre a specifikus feladatra; azonban, nincs elfogadott elmélet a kvantumgravitációra, és így a Mindenség Elméletére. Azt feltételezik, hogy a mindenség elmélete megoldja a még megoldatlan GUT-okkal kapcsolatos problémákat.
Egy kiegészítés a fent említett erőkhöz, a Mindenség Elmélete még megmagyarázná az állapotát legalább két erőnek, amelyet a modern kozmológia javasol: ezek az inflációs erő és a sötét energia. Ezen felül, a kozmológusok azt feltételezik hogy a sötét anyag olyan alapvető részecskékből épül fel, amelyek nem a standard modell szerint vannak összekapcsolódva
Noha, ezen erők illetve részecskék léte még nincs bizonyítva.

### Húrelmélet és M-elmélet
1990 óta nagyon sok fizikus gondolja azt, hogy a 11 dimenziós M-elmélet a Mindenség Elmélete. Azonban nincs széles körű egyetértés ezzel kapcsolatban.
Egy meglepő tulajdonsága az M-elméletnek az, hogy extra dimenziókra van szükség az elmélet konzisztenciájára. Ebben a vonatkoztatásban, a húrelmélet úgy tekinthető mintha a Kaluza–Klein-elmélet felismeréseire építene, amelyben felismerték, hogy ha az általános relativitást alkalmazták ötdimenziós világegyetemre (amelyekből egy nagyon kicsi, fel van tekeredve) úgy tűnik négydimenziós perspektívából, mint a szokásos általános relativitás elmélet és Maxwell elektrodinamikája. Ez hitelességet adott annak az ötletnek, hogy egyesítsük az űrt a gravitációs kölcsönhatásokkal, és extra dimenziókkal, de nem foglalkozott a részletes kísérleti követelményekkel. Egy másik nagyon fontos tulajdonsága a húrelméletnek a szuperszimmetria, amely az extra dimenziókkal a két elsődleges javaslat a standard modell hierarchikus problémájának megoldására, ami (nagyjából) azt a kérdést teszi fel, hogy a gravitáció miért sokkal gyengébb mint más erő. A többdimenziós megoldás maga után vonja a gravitáció felterjeszthetőségét más dimenziókra, míg más erőket négydimenziós téridőben tartja, ez egy olyan ötlet amelyet explicit húr mechanizmusokkal érnek el.
A kutatást a húrelméletben változatos elméleti és kísérleti tényezők ösztönzik. A kísérleti részen, a részecske tartalma a standard modellnek kiegészítve a neutrínó tömegekkel megfelel az SO(10)-es Lie-csoport képviseletének, ami egy alcsoportja az E8-nak (szintén Lie-csoport) amely rutinosan felmerül a húrelméletben, mint a heterotikus húrelméletben vagy (sokszor ekvivalens) F-elméletben. A húrelméletnek olyan mechanizmusa van, amely megmagyarázhatja, hogy a fermionoknak miért van három hierarchikus generációja, és megmagyarázza a keverési arányt a kvark generációk közt. Az elméleti részen, elkezdődött néhány kulcs kérdés felvetése a kvantumgravitációval kapcsolatban, mint a fekete lyuk információs paradoxon megoldása, a fekete lyukak pontos entrópiájának meghatározása és a topológia-változtató folyamatok engedélyezése. Sok felismeréshez is vezetett az elméleti és a hagyományos matematikában.
Az 1990-es évek végére megfigyelték, hogy a fő akadály ebben az igyekezetben az, hogy a négydimenziós univerzumok száma hihetetlenül nagy. A kis, "feltekeredett" extra dimenziók nagyon sokféle képen tömöríthetőek össze, (megközelítőleg 10500) mindegyik különböző tulajdonságokhoz vezet az alacsony-energiájú részecskék és erők terén. A modellek ezen sorát úgy ismerjük mint a húrelmélet tájképe.
Egy javasolt megoldás, hogy sok vagy az összes ilyen lehetséges feltekeredés megvalósul egy vagy egy másik nagyszámú univerzumokban, de csak egy kis részük lakható, és ezért az univerzum alapvető konstansai végső soron az antropikus elv eredményei, nem pedig az elmélet által diktáltak. Ez vezetett a húrelmélet kritikáihoz, azzal érvelve, hogy nem lehet hasznos következtetéseket levonni, ezért ez áltudomány. Mások ezzel nem értenek egyet, és a húrelmélet egy nagyon aktív témája marad a kutatásnak, az elméleti fizikusok körében.

### Jelenlegi állapota
Jelenleg a kísérleti adatokból nincs pontos válasz a gravitáció és a kvantum tér összeegyeztetésére vonatkozóan. A részecske fizikusok többsége azt mondja, hogy a jelenleg folyó kísérletek eredményei - az új részecskék keresése a nagy részecskegyorsítókban és a sötét anyag utáni kutatás - szükségesek ahhoz hogy további információt biztosítsanak a Mindenség Elméletéhez.

## Fordítás
- Ez a szócikk részben vagy egészben  a   Theory_of_everything című angol Wikipédia-szócikk ezen változatának fordításán alapul.  Az eredeti cikk szerkesztőit annak laptörténete sorolja fel. Ez a jelzés csupán a megfogalmazás eredetét és a szerzői jogokat jelzi, nem szolgál a cikkben szereplő információk forrásmegjelöléseként.